# Emilio Morosini
Emilio Morosini (* 26. Juni 1830 in Varese; † 30. Juni 1849 in Rom) war ein schweizerisch-italienischer Patriot.

## Biografie
Emilio Morosini war Sohn des Adligers Gian Battista Morosini aus Vezia (Bezirk Lugano) und dessen Ehefrau Emilia Zeltner aus Solothurn, Tochter des Schweizer Botschafters in Frankreich. Er studierte in Mailand am Brera-Gymnasium und am Porta Nuova Lyzeum. Hier lernte er die Brüder Enrico und Emilio Dandolo aus Varese sowie Luciano Manara kennen und freundete sich mit ihnen an. Gemeinsam gehörten sie zu den ersten, die in der Cinque giornate di Milano 1848 auf die Barrikaden gingen, und in den folgenden Wochen kämpften sie als Offiziere des ersten Bataillons der lombardischen Bersaglieri unter dem Kommando von Manara mehrmals gegen die Österreicher in Castelnuovo del Garda, Lazise, Monte Suello und Gavardo, bis der Waffenstillstand von Salasco unterzeichnet wurde, der den Frieden zwischen Österreich und Piemont nach den Niederlagen von Sommacampagna und Custoza wiederherstellte. 
Die vier Freunde weigerten sich jedoch, in die Schweiz zu flüchten, wo sie sicher untergebracht gewesen wären, und blieben in der Gegend von Vercelli, in Trino Vercellese und Casale, als Offiziere in den Hilfstruppen der piemontesischen Armee. Nachdem sie im ersten Unabhängigkeitskrieg (1848–1849) der Niederlage bei Novara gescheitert waren, stürmten sie 1849 mit Giuseppe Garibaldi zur Verteidigung der Römischen Republik von Giuseppe Mazzini und gehörten zu dem von Manara befehligten Bataillon. Bei den Zusammenstössen mit den französischen Truppen, die den Gianicolo-Hügel belagerten, wurde Emilio Morosini am 29. Juni schwer verwundet und erlag zwei Tage später seinen Verletzungen.